# Heteropsis robusta
Heteropsis robusta är en kallaväxtart som först beskrevs av George Sydney Bunting, och fick sitt nu gällande namn av M.L.Soares. Heteropsis robusta ingår i släktet Heteropsis och familjen kallaväxter. Inga underarter finns listade.